# Даирова, Зариша
Зариша Даирова (каз. Зариша Дайырова, 1912 год, аул Чубар, Копальский уезд, Российская империя — дата и место смерти не известны, СССР) — колхозница, Герой Социалистического Труда (1948).

## Биография
Родилась в 1912 году в ауле Чубар Копальского уезда (ныне — Ескельдинский район Алматинской области).
В 1930 году вступила в колхоз «Джана-Талап» Талды-Курганского района Талды-Курганской области. С 1942 года по 1954 год был звеньевой свекловодческого звена. С 1951 года член КПСС. В 1960 году была избрана депутатом Чубарского аульского Совета депутатов.
В 1947 году руководимое Заришей Даировой звено собрало по 815 центнеров сахарной свеклы на двух гектарах м по 237 центнеров сахарной свеклы с пяти гектаров. За получение высоких урожаев пшеницы, ржи, хлопка в 1947 году удостоена звания Героя Социалистического Труда указом Президиума Верховного Совета СССР от 28 марта 1948 года с вручением ордена Ленина и золотой медали «Серп и Молот».
Проживала в селе Алдабергеново.
Награды
- Герой Социалистического Труда
- Орден Ленина (1948)

## Источник
- Герои Социалистического труда по полеводству Казахской ССР. — Алма-Ата, 1950. — 412 с.